# Стад Анже Казанова
«Стад Анже Казанова» (фр. Stade Ange Casanova) — футбольний стадіон в Аяччо, Франція, домашня арена ФК «Газелек».
Стадіон побудований та відкритий 1961 року з місткістю 4 500 глядачів. У 2012 році реконструйований, в результаті чого отримав чітко виражену футбольну спеціалізацію та приведений до вимог Ліги 1. Потужність зменшено до 2 700 глядачів. 2015 року, у зв'язку із збільшенням середньої відвідуваності матчів місцевого чемпіонату, арена розширена, у ході чого її потужність збільшено 5 000 глядачів. У 2016 році здійснено чергове розширення і нині потужність стадіону становить 8 000 глядачів. 
Арені присвоєно ім'я колишнього президента «Газелека» Анже Казанови.